# Scratchbox
Scratchbox je v informatice jméno sady nástrojů pro operační systém Linux, která slouží k vývoji aplikací pro embedded a mobilní zařízení. Projekt byl nejprve vyvíjen společností Movial a sponzorován firmou Nokia. Nyní je šířen pod licencí GNU General Public License (GPL).
Pro emulaci architektury, pro niž je potřeba zdrojové kódy zkompilovat, je použit emulátor QEMU.
Scratchbox byl původně navržen pro platformu Maemo (Nokia 770, N800, N810, Nokia N900 a telefon Nokia N9 s operačním systémem MeeGo). Lze ho využít pro architekturu ARM a x86. Experimentálně jsou také podporovány architektury PowerPC a MIPS.